# Mühlenberg bei Pegestorf
Der Mühlenberg bei Pegestorf ist ein Naturschutzgebiet in den niedersächsischen Gemeinden Pegestorf und Brevörde in der Samtgemeinde Bodenwerder-Polle im Landkreis Holzminden.
Das Naturschutzgebiet mit dem Kennzeichen NSG HA 048 ist 15,5 Hektar groß. Es umfasst das gleichnamige, jedoch etwas kleinere FFH-Gebiet DE-4022-301 und ist teilweise Bestandteil des EU-Vogelschutzgebietes DE-4022-431 „Sollingvorland“. Das Gebiet steht seit dem 22. Mai 1937 unter Naturschutz (ursprünglich mit etwa 8 ha nur in Pegestorf). Durch eine neue Verordnung vom 24. Oktober 2016 wurde das Gebiet erweitert. Zuständige untere Naturschutzbehörde ist der Landkreis Holzminden.
Das Naturschutzgebiet liegt westlich von Pegestorf. Es stellt eine nach Süden exponierte Muschelkalkfelswand an einem Prallhang der Weser sowie angrenzende Waldbereiche unter Schutz. Die Felswand als Teil der Weserklippen bei Steinmühle wird von überwiegend als Blaugrasrasen ausgeprägtem Felsrasen und wärmeliebenden Gebüschen geprägt. Bereiche zwischen den Felsen werden von Eichen-Hainbuchen- und Buchenwald sowie Mischwald eingenommen. Eine Besonderheit ist das Vorkommen des Russischen Bärs, das als einziges bekanntes Vorkommen in Niedersachsen gilt.